# Isaac Mossel
Isaac Mossel (neerlandès: Isaäc Mossel)  (Rotterdam, 22 d'abril de 1870 - Amsterdam, 29 de desembre de 1923) violoncel·lista holandès. Germà del violinista Max Mossel.
Va començar a estudiar violí amb el seu pare als tres anys i als vuit va debutar a Rotterdam amb un concert de Berio. Després va passar al violoncel, va estudiar sota la direcció de Louis Köhler i Oscar Eberle.
El 1886 va fer una gira com a solista a Alemanya i Suïssa, entre el 1887 i el 1888. Va tocar a l'Orquestra Filharmònica de Berlín. El 1888 - 1905 anys. solista de l'Orquestra Concertgebouw, però després, pel que sembla, no es va entendre amb Willem Mengelberg i va deixar la banda. El 1921 va intentar crear la seva pròpia Orquestra Simfònica d'Amsterdam (Països Baixos. Amsterdams Symphonie Orkest) i la va dirigir com a director d'orquestra; poc després de la mort de Mossel, l'orquestra va ser dissolta. Membre permanent de conjunts de cambra, especialment trios de piano: Amsterdam Trio amb Anton Verheij i Julius Röntgen Jr…. El company de Mossel en la creació musical va ser també Carl Flesch, que va parlar d'ell, primer de tot, com a professor incansable, fundador de l'escola holandesa de violoncel i competidor, en termes pedagògics, Edward Jacobs. Entre els seus molts alumnes tingué a Max Oróbio de Castro, Louis Schuijer, Michel Penha. Entre les estrenes interpretades per Mossel hi ha el poema simfònic Rosh Hashanah per a violoncel i orquestra de Carl Smulders (1902).
Julius Röntgen va dedicar a Mossel la Sonata per a violoncel i piano Op. 41 (1901).